# Stewartby
Stewartby è un paese di 1 212 abitanti della contea del Bedfordshire, in Inghilterra.